# ペンザンス
ペンザンス（英語: Penzance、[pɛnˈzæns]、コーンウォール語: Pensans、Penzansとも）は、イギリス、イングランドのコーンウォールにあるタウン、行政教区、港である。コーンウォールにある大きな町としてはもっとも西に位置しており、プリマスの西およそ120 km、ロンドンの西南西約500 kmに位置している。マウンツ・ベイの内側に位置し、南東側にイギリス海峡があり、西には漁港のニューリンが、北には行政教区のマドロンが、東には行政教区のラッジバンが隣接している。ペンザンスは温帯気候に属し、グレートブリテン島のほとんどの地域よりも穏やかな気候となっている。
1512年以降多くの勅許を得ており、1614年に独立した都市として設置された。人口は2001年の時点で21,168人である。

## 語源
ペンザンスは、コーンウォール語で「聖なる岬」(holy headland) という意味で、ペンザンス港となった地の西側の岬に1000年以上前に建っていた大アントニオス教会の位置を示したものである。1930年代までは町のシンボルにもこの歴史が反映されており、切断された洗礼者ヨハネの聖なる首 (holy head) が使われていた。今でもペンザンス市長のレガリアや町の中のいくつかの重要なランドマークに見られる。

## 歴史

### 中世前期まで

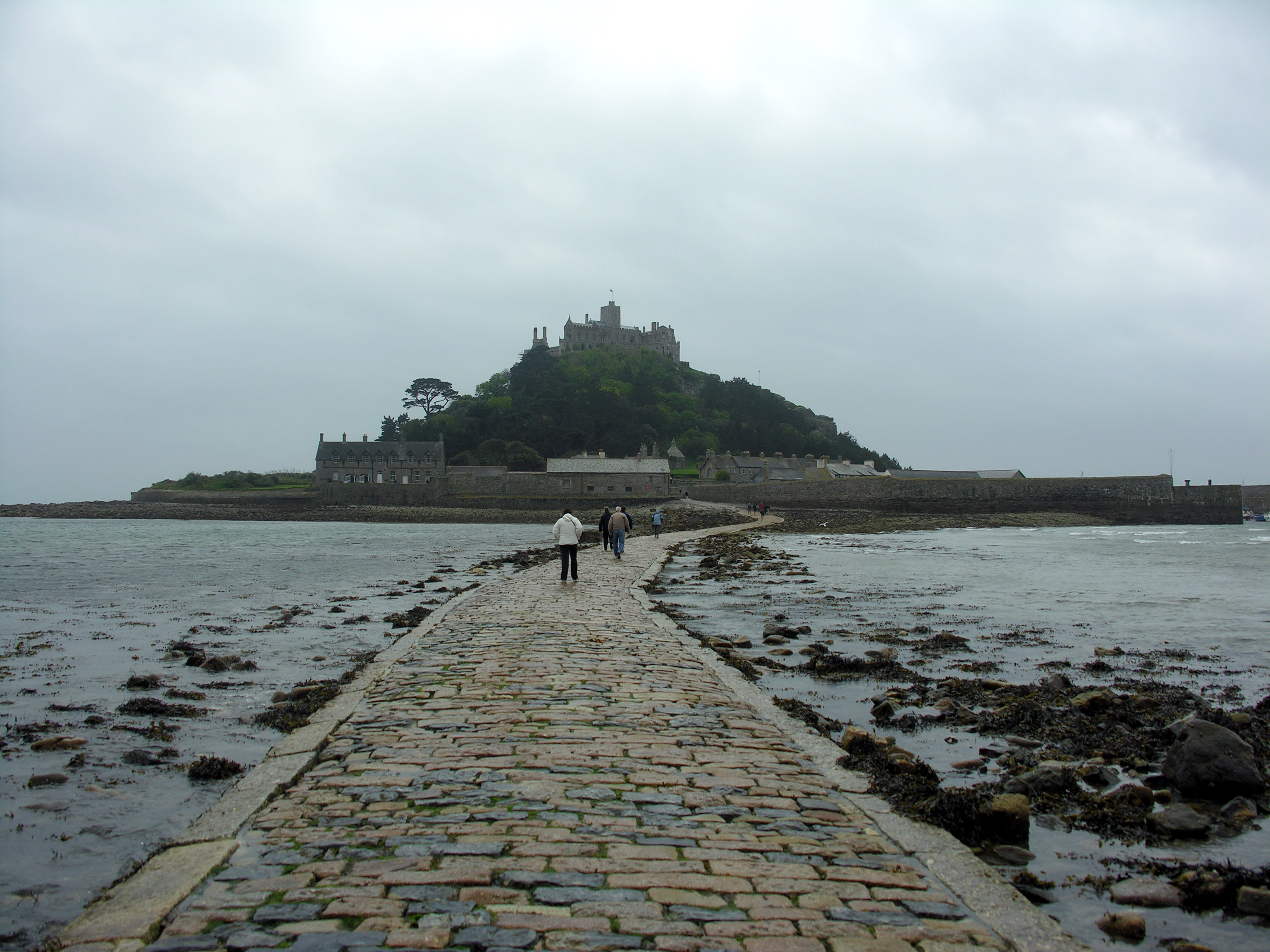
イギリスのモン・サン・ミッシェルと呼ばれるセント・マイケルズ・マウント

グレートブリテン島全土からは、緑色岩で作られた先史時代のグループ1として知られる石斧がおよそ400見つかっており、岩石学の分析によりこれは西コーンウォール産であることが分かっている。採石場はまだ確認されていないものの、ペンザンスの海岸からおよそ半マイル沖に沈んだギア (Gear) と呼ばれる岩盤がその地であるかもしれないと指摘されている。グレートブリテン島のあらゆる場所で多くの量が発見されることが、かなりの量の取引が行われていたことを示唆している。ペンザンスにおけるもっとも古い居住の痕跡は青銅器時代のものである。パルステイブ、槍、ナイフ、ピンなどの多くの青銅器が、多くの陶器や木炭などとともにアルバートンの西のトレダーバーで新しい建物を建築する際に発見された。レスキュジャック要塞として知られる防御用の土塁は、まだ発掘されていないもののほぼ鉄器時代に属するものとされる。一重の城壁が丘の上部の3エーカーほどを囲っており、東からこの地域への通行を支配している。1730年の時点のウィリアム・ハルズの報告では、これ以外に城壁がある兆候はなく、この場所は今では家庭菜園付きの家に囲まれている。ペンザンスの西のマウント・ミザリーには城壁と堀の跡があり、セント・ジャスト通りの上のリーシンギー (Lesingey) にある楕円形の城壁と堀もあって、レスキュジャック要塞とともにペンザンスおよびニューリンの海岸を監視している。
近年に至るまで、ローマ帝国が初期に短期間コーンウォールを支配していたこと以外にはほとんど根拠と言えるものがなかった。ナンスタロンにある要塞が西暦54年から80年まで占領されていた。近年カルストックにローマ時代の要塞が発見され、またレストーメルのノーマン城付近の複合施設跡などから、西暦54年から3 - 4世紀ころまで東コーンウォールをローマが占領していたと暫定的ながら受け止められるようになっており、かつて考古学者が考えていたものよりローマの占領は大規模なものであったことが判明している。今までのところ、ペンザンスにおけるローマ人の証拠は以下の3つだけである。1899年8月に2枚のウェスパシアヌス（在位69年 - 79年）の硬貨がペンザンスの墓地の古い溝の中で発見された。この硬貨は、牛の骨とともに地面から8フィート下に埋まっていた。現在はペンリー・ハウス博物館にある。1934年にアルバートン地区から発見されたものは、コンスタンティヌス1世時代の硬貨とされており、やはり博物館に収められている。2000年頃に30 mmの1枚のセステルティウス硬貨がペンザンスの建物の跡周辺でみつかり、王立コーンウォール協会に贈られた。ポール地区のマラザイアン・マーシュおよびケリスでは大量のローマ時代の硬貨が発見されているが、近くのチョイソースターはこの時期ローマに占拠されていたものの、ローマ時代の植民地がこの地域にあったという証拠はない。
ペンウィス地区 (Hundred of Penwith) には古代の中心地コナートン (Connerton) があったが、現在はグウィティアンのグウィティアン・トワンズの砂の下に埋もれている。ハンドレッド (Hundred) はサクソン人の行政単位で、さらにティシングスに分けられていた。64コーニッシュエーカーの面積があるアルバートン荘園は、ペンウィスの2番目に大きなティシングに名前を残している。この荘園にはマドロン、ポール、セント・ベリアン、サンクリードなどの一部が含まれる。
ペンザンスはドゥームズデイ・ブックには記載されていないが、おそらくこの地域も含まれているものと思われる。ドゥームズデイ・ブックによれば、1066年にアルワートン荘園はアルワードが所有していたが、ウィリアム1世の腹違いの兄弟、ロバートに奪われたとある。アルワード (Alward) とトン (tun) という、個人名に町や入植地を表す語尾を組み合わせたものは、サクソン人の土地所有権を示している。コーンウォールでは、ヘルストンやコナートンのようにトンは荘園の中心地を示している。1066年の所有権の変更は、ある外来領主から他の外来領主への変化であり、アルバートンという名前はペンザンスの西側、セント・ジョンズ・ホールからラリーガン川の西岸の住宅地までの範囲に残っている。

### 中世
ペンザンス (Pensans) の名前が初めて現れるのは、1284年の巡回裁判の記録簿で、またペンザンスという名前の由来になった教会に関して最初に触れているのは1750年にウィリアム・ボーレイス (William Borlase) が書いた原稿で、「ペンザンスにある古代の教会は、今は魚の貯蔵庫となっている。それは小さく、イエスの母マリアの絵が中にあることを記憶している」とある。教会は緑色岩で造られており、およそ30フィートの長さ、15フィートの幅があり、元の位置に破片のみが残っている。1800年頃に教会は魚の貯蔵庫になった。大アントニオス教会のものであると思われるラッジバン花崗岩でできた彫像は1830年頃に撤去され、豚小屋の壁として使われたが、1850年に「石の顔と荒れた手を気に入った風変わりな人間により破壊され、記念品として持ち去られる」という形でさらに破壊を受けた。破壊された彫像の残り（聖ラフィディと呼ばれる）は、ある石工により「一輪車に積み込まれ、教会付属の庭までごろごろと運び込まれる」形でセント・メアリーズ教会の庭に持ち込まれた。この彫像の残骸はセント・メアリーズ教会の庭に残されており、歴史家のチャールズ・トーマス教授によると12世紀初期のものとされる。大アントニオス教会への寄贈に関しては、あったとしても伝説に完全に基づいており信頼できないであろうが、初期の文献はない。聖ガブリエルおよび聖ラファエルの教会において礼拝式を行う許可は1429年に出ているが、それ以外については1850年に聖ラフィディに関して出てくる石工以外のことは知られていない。この教会に隣接しているのは、1933年に名づけられた大アントニオス庭園で、この教会の場所から持ち込まれたとされるアーチが置かれている。
港の上のスカイラインを占めているのは、現在の聖マリア教会である。聖マリア教会は1548年の文献に登場しており、そこではアルバートン荘園の領主であったヘンリー・タイズ卿 (Sir Henry Tyes) によって設立され、司教に4ポンドの俸給を支給したとある。1379年に遡る、ブランティンガム司教 (Bishop Brantyngham) が「ペンサンドの祝福されたマリアの教会」(the chapel of Blessed Mary of Pensande) で礼拝式を行う許可をしたという文献もある。この時代にはおそらく分会堂として使用されており、マドロンにある教区教会の礼拝への出席に影響を与える日曜礼拝は行われていなかったものと思われる。この時期の居住のさらなる根拠としては、町のセント・クレア地区があり、ここには聖クレア教会 (St.ClareまたはCleer) があった。初期の文献としては1584年の「ペンサンスとマダーンの間のハイ・ロードの下にある教会が存在する」(a certain chapel situate below the high road between Pensaunce and Madderne) というものがある。19世紀初期にこの教会だとされる建物の基礎が発見され、建物の形が分かるだけ発掘された。この教会に関しては礼拝式の許可をたどることができない。聖クレアの名前は町のセント・クレア通りに残っており、この通りはペンザンスとマドロンを結ぶ道路の一部である。またセント・クレアクリケット場が丘の上にある。

#### 中世の経済
市場は毎週一定の日に開かれており、また規模の大きな市場も毎年固定の日に開催されていた。荘園領主は、こうした市場の開催に当たって勅許を求める必要があった。毎週水曜日に市場を開く権利は、エドワード3世によって1332年4月25日にタイズ卿の姉妹でウォリン・ド・リール (Warin de Lisle) の未亡人である、アリス・ド・リール (Alice de Lisle) に対して認められた。8月1日の聖ピーター・アド・ビンキュラ (St Peter ad Vincula) の祭りに際して7日間続く市場と、また8月24日の聖バーソロミュー (St Bartholomew) の祭りに際して7日間続く市場があり、後者がペンザンスで開催されていた。1404年4月8日にヘンリー4世によって毎週水曜日の市場と、さらに3つの2日間の市場開催が認められたため、その重要性からこの植民地は成長していった。この2日間の市場開催は、無原罪の御宿りの祭り（12月8日）、聖ピーター・イン・キャシードラ (St Peter in Cathedra) の祭り（2月22日）、聖母マリア生誕祭（9月8日）である。
認可の勅許状がないため、ペンザンスの埠頭がいつ建設されたのかは不明である。しかし、1322年にアルバートン荘園に対しての調査では、1隻あたり2シリングを払う漁船が8隻おり、またマウゼルに12シリングを払うものが特定できない数いるとある。また荘園外の漁師が小屋を借りた場合の8シリングの支払いも定められていた。1327年の2回目の調査では、ペンザンスでは13隻に増加しており、マウゼルでは16隻が記録されていたが、両者とも1シリングだけの支払いとなっていた。小屋の借り賃は8/6ペンスで、また17軒の借家人が6ペンスずつ払っていた。どちらの調査でも、ペンザンスからは29人の、マウゼルからは40人の選出議員がいたと記している。選出議員は、個人的な勤務ではなく現金で借り賃を払っており、またペンザンスとマウゼルは町とされていたことを示す。西コーンウォールの居住地の比較は漁船の数に基づいて決められる毎年の支払いで比較でき、コーンウォール公領の1337年の記録では、ポーティア（Porthia、セント・アイブス）は6ポンド、モースホール（Mosehole、マウスホール）は5ポンド、マーカジオン（Marcasion、マラザイアン）は3ポンド、ペンザンス（Pensanns）は12シリング、ロンデスエンデ（Londeseynde、ランズ・エンド）は10シリング、ニューリン（Nywelyn）は10シリング、ポートミンスター（Portmynster）は2シリングとなっている。1425年、1432年、1440年には、ペンザンスの船が北部スペインのサンティアゴ・デ・コンポステーラの神殿へ巡礼者を運ぶ許可を得ている。
中世およびその後の時期、ペンザンスは「トルコ海賊」（実際にはバーバリー海賊）にしばしば襲われた。1614年にペンザンスが勅許自由都市の地位を獲得する以前の時期は、この村と周辺地域はアルバートン荘園の支配下にあり続け、荘園の課税体系の下にあった。

### 近世初期

#### テューダー朝期
1578年の夏、ペンザンスは腺ペスト (Bubonic plague) の流行に見舞われた。ペンザンスにおけるすべての出生・死没・結婚が記録されているマドロンの埋葬記録によれば、前年の死者が12人だったのに対して1578年の死者は155人と、大幅な増加を示している。これは、当時の村の人口のおよそ10パーセントであると推定されている。ペストは1647年にも再来し、埋葬記録によれば1年の死者数は22人から217人に増加している。
コーンウォールの最西端に位置しているという条件から、ペンザンスおよびその周辺の村は、何度も外国の艦隊に略奪を受けてきた。1588年のアルマダの海戦から数年経った1595年7月23日、カルロス・デ・アメスキータ率いるスペイン軍が英仏海峡のパトロールを行い、コーンウォールに兵士を揚陸した。アメスキータの軍勢は物資を略奪し、ペンザンスおよび周辺の村を襲って焼き払い、ミサを執り行った後、イングランド軍と正面から対決する前に出帆した（コーンウォールの戦い）。

#### 1614年、都市に昇格
ペンザンスが15世紀から17世紀にかけて比較的発展した理由は、おそらくイングランド王ヘンリー4世が1404年にペンザンスでの市場開催を認めたことに起因しているであろう。ヘンリー8世は1512年に港に課税する権利を認め、ジェームズ1世は1614年に都市としての地位を認めた。この勅許状では、市の境界をグリーンマーケットにある市場の十字票から半マイル（約0.8 km）の円を描いた人工的な線と定めていた。都市として認められたことにより州裁判所の管轄から独立することになり、1888年に州議会が設置されるまでこの権利が保持されていた。他の特権としては、土地や財産を所有すること、条例違反に罰金を科すこと、罰金が50ポンドを超えない事件を管轄する市裁判所を設置すること、刑務所を設置することなどが挙げられる。またこの勅許状では、1512年に認められていた港への課税権を再確認するとともに、それまで市場が毎週水曜日に開かれていたのを、火曜日と木曜日の週2回にすることも認めた。7回の祭りが認められ、あるいは確認された。
- 聖体の祝日 - 聖霊降誕祭の後の日曜日、今でも開催される。
- 聖アンデレの日の前の木曜日
- 聖ペトロの日（8月1日） - 1332年に認められた。
- 聖バルテルミの日（8月24日） - もともとはマウゼルに認められていたものであったが、1595年のスペインの襲撃（コーンウォールの戦い（英語版）によって廃れたものと思われる。
- 聖マリアの日（9月8日） - 1404年に認められた。
- 処女懐胎の日（9月8日） - 1404年に認められた。
- St Peter's Day in Cathedra （2月22日） - 1404年に認められた。

国王は、この勅許状で認めた権利の対価として年3ポンド6シリング8ペンスを受け取ることになっており、これは1832年まで実際に支払われていた。しかし議会における代表権は認められていなかった。
ペンザンスのかつての紋章は、洗礼者ヨハネの首が大皿の上に描かれ、"Pensans anno Domini 1614"（ペンザンス 西暦1614年）という銘が入ったものであった。市の紋章は、アージェント（銀白）の神の小羊の下にアジュール（青）のマルタ十字、上部にオーア（金）の上向き2本鍵の斜め十字とアージェントの斜め十字に囲まれた、ギュールズ（赤）の下向き短剣が描かれたものである。
都市に昇格してから1年以内に、アルバートン荘園からの本質的な自由を34ポンドと以降毎年1ポンド払うことによって買い取った。この年間1ポンドは1936年まで払われていた。市場の建物とギルドホールが建設され、1615年に買い取った権利とともに、以降ほぼ2世紀以上にわたって市の収入源となった。1512年に建設された最初の埠頭に追加で、南側の岸壁が1766年に建設され、1785年に拡張された。
清教徒革命（イングランド内戦）の際には、王党派のジョージ・ゴーリングやラルフ・ホプトンの軍勢に便宜を図ったことが明らかな理由となって、トーマス・フェアファクス率いる議会派軍に襲撃を受けた。
さらなる土木的な改良としては、1759年に貯水池が建設されて通りの公共水道に水が送られるようになったことが挙げられる。
ペンザンスは長年、マドロンの教会区との関係があった。マドロンの教会は実のところ、1871年までペンザンスのほとんどの宗教的活動の中心であった。この年に、それまで分会堂であったセント・メアリーズ教会が教区教会として認められた。この新しい教会が1832年に建設された時から登録自体はされていた。

#### 1755年の津波
1755年11月1日のリスボン地震で発生した津波は、震源から1,000マイル以上離れたコーニッシュ海岸にも押し寄せた。14時頃、ペンザンスでは8フィート（約2.4メートル）潮位が急激に上昇し、同じように引いていった。被害はわずかであった。

### 19世紀

#### 1801年 – 1848年
19世紀が始まった1801年の時点で、町の人口は2,248人であった。10年ごとに行われる人口調査では、1861年に3,843人の最高を記録し、他のコーンウォール地方のほとんどと同様に以降19世紀中ずっと減少して、1901年に3,088人となった。
ヴィクトリアが1837年に即位したころ、ペンザンスは地域の中心としての地位を確立していた。王立コーンウォール地質学協会が1814年にペンザンスに設立され、1817年頃に鉱山夫の安全突き棒の導入に責任を負うようになり、これが摂政王太子ジョージ4世の関心を惹いて資金提供者となった。
コーンウォールで最初の救難艇は1803年にペンザンス市民により購入されたが、運航し続けるための資金が不足したため1812年に売却された。埠頭は1812年に再度拡張され、ジョン・マシューズ (John Matthews) が1814年にイングランド南西部で初めてとなる、小さな乾ドックを開設した。セント・ジャスト・イン・ペンウィスのニコラス・ホルマン (Nicholas Holman) は1840年に、彼の工場の支所を埠頭脇に設置した。これらの設備は、まもなく寄港数が増加していく蒸気船を支える上で重要であることがすぐに示されることになった。
ガス灯が1830年に導入され、古い市場の建物は1836年に解体された。その置き換えとして、マーケット・ジュー通りの上に1838年にブリストルのW.ハリス設計による建物が建設された。マーケット・ジュー (Market Jew) という名前は、コーンウォール語で木曜日の市場を意味するMarghas Yowから来ている。現在はマラザイアンに吸収された近くの村の名前で、マーケット・ジュー通りがそこへ通じていたのである。もう一つのペンザンスのスカイラインの主な特徴である、セント・メアリー教会は1836年に完成した。ローマカトリックの教会は1843年に建設されている。この時期からの建物としては他に、チャペル通りに1830年に建設された奇抜なエジプティアン・ハウス (Egyptian House) がある。海岸に沿ったプロムナードの最初の部分は1844年からのものである。

#### 1849年 – 1900年
1848年の公衆健康法 (Public Health Act) が制定された後、ペンザンスは地域健康委員会を設立する請願を行った最初のグループに属し、その年の9月に請願を行っている。2月の政府の検査官の報告を受けて、委員会は1849年に設立され、公衆の健康を増進する多くの施設が建設されることになった。報告によれば、多くの道路は砕石舗装などで舗装され、また毎年10月から3月までは121のガス灯で町が照らされた。ただし満月の時は点灯されなかった。6つの公共水道で水が供給され、53の個人水道もあった。この当時は下水道はまだなかったが、ごみ収集のカートによって表通りからはごみの回収が行われるようになった。

##### 鉄道の開通
ウェスト・コーンウォール鉄道の終点、ペンザンス駅は港の東側に1852年3月11日に開業したが、列車は当初ラドルードまでの運行であった。1852年8月25日にトゥルーロまで延長されたが、プリマスと結ぶコーンウォール鉄道と連絡されたのは1859年5月4日のことであった。ウェスト・コーンウォール鉄道は4フィート8.5インチの標準軌を採用していたのに対して、コーンウォール鉄道は7フィート0.25インチの広軌を採用していたので、旅客も貨物もトゥルーロで乗り換える必要があった。ウェスト・コーンウォール鉄道を設立する根拠となった法律では、他の広軌路線と接続されたら改軌することを定めた条項があったが、会社はその資金を捻出できなかった。
1866年3月1日にこの路線は、グレート・ウェスタン鉄道およびその関連会社であるブリストル・アンド・エクセター鉄道、サウス・デボン鉄道に対して売却された。新会社ではすぐに三線軌条化して、広軌と標準軌の両方の列車が走れるようにした。広軌の列車はこの年の11月から運行を開始し、ロンドンへの直通列車は1867年3月1日から運行されるようになった。ロンドンのパディントン駅を1892年5月20日10時15分に出発した最後の広軌列車がペンザンスに到着したのは、その日の20時49分のことであった。1076型の1256号と3521型の3557号の2両の機関車がスウィンドン工場へ客車を21時57分に回送していき、それ以降はすべての列車が標準軌となった。
鉄道によりブリストル、ロンドン、マンチェスターなどの遠くの市場へ生鮮品を運べるようになったことで、地方の農民や漁民は多くの商品をよい価格で販売できるようになった。特別な生鮮品列車がこの鉄道の特徴となった。この列車は高速な臨時貨物列車で、ジャガイモ、ブロッコリー、魚など季節に応じた品を運んだ。1861年8月には、この駅から1,787トンのジャガイモ、867トンのブロッコリー、1,063トンの魚が発送された。果物や花なども輸送された。ペンザンスやシリー諸島などの穏やかな気候は、他より早くこうした品物を市場へ出荷できることを意味し、高い価格をほしいままにすることができた。
コーンウォールを縦貫する鉄道の完成により、観光客や病人がペンザンスの穏やかな気候で過ごすことが容易になった。ビーチでの水着への着替えをするレンタルの簡易更衣室の宣伝は1823年には見られ、町は「その快適さ、空気が健康に良いこと、自然が美しいこと」などで有名になっていた。町の最初の公式ガイドブックは1860年に発行され、海辺のクイーンズ・ホテルはその翌年に開業した。ホテルは大盛況で、1871年と1908年に拡張されている。

##### 港の改良
鉄道が建設されているのと同時期、港に対してもさらなる改良が行われており、港の東側に2番目の埠頭としてアルバート埠頭が1853年に完成してさらに船積みを改善した。そして旧埠頭に灯台が1855年に建設された。シリー諸島蒸気船会社が1858年に開設されて、SSリトル・ウェスタンという蒸気船を初めてこの航路に就航させた。1870年にはウェスト・コーンウォール蒸気船会社がこの航路に参入し、翌年シリー諸島蒸気船会社を買収した。
1853年、王立救命艇協会が救命艇を1隻、この町に配備した。これは1812年以来のことであった。ペンリー救命艇基地を設立する最初の段階として、ワトソンクラスのエリザベス・ブランチ (Elizabeth Blanche) がニューリンに移管された1908年まで救命艇の基地があった。プロムナードそばのジェニングス通りに1885年に建設されたボートハウスは、王立救命艇協会の活動を宣伝する目的で今も使われている。乾ドックや工場などがあることから、ペンザンスは灯台や灯台船の修理を行うトリニティ・ハウスが西部の基地としており、スタートポイントからトレヴォース岬までを担当している。これは1866年10月に港に隣接して開設され、そのブイ収納庫はトリニティ・ハウス国立灯台博物館となったが、2005年に閉鎖されている。

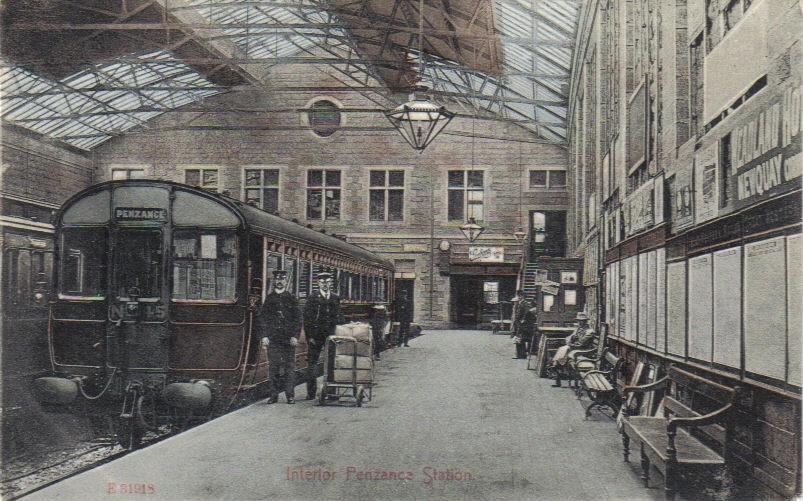
新駅の内部

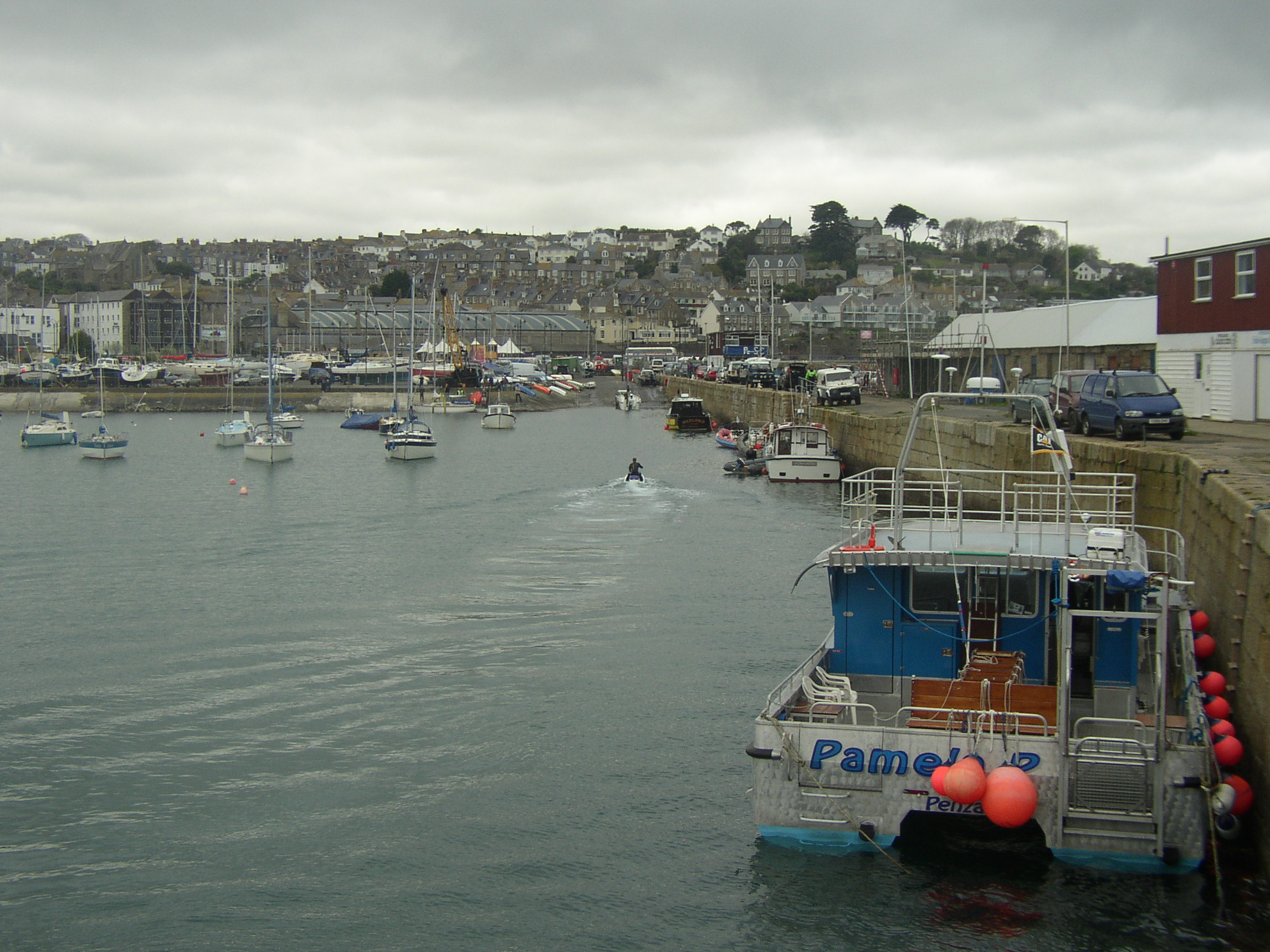
ペンザンス港

##### 改良
1875年に地元の新聞はこの駅のことを「もっとも汚らしくもっとも隙間風のひどい、巨大な犬小屋」であると評した。しかし一連の工事により町のこの部分は1880年代を通じて改良されていった。当初の駅は建て替えられ現在の駅舎とプラットホームを覆う上屋が1880年にできた。マーケット・ジュー通りの下端は拡張され、駅と港を結ぶ新しい道路がロス可動橋によって建設された（1881年）。これにより適切に下水道をその下に建設することができるようになった。さらに大きな乾ドックがマシューズによる元の施設を1880年に置き換え、干潮時でも内部に水をとどめられる閘門を備えたフローティング・ハーバーが1884年に建設された。
岬の周辺では、公衆浴場が海岸に1887年に開設され、亜熱帯植物の植えられているモラブ・ガーデンズがその2年後に開設された。さらに1897年にはここに野外ステージが設置されている。

### 20世紀
1901年の町の人口は3,088人であった。10年おきの人口調査では1921年に2,616人になるまで継続的な人口減を記録している。その後人口は1931年に4,888人、1951年に5,545人と増加し、30年間で2倍以上となったことになる。この時点で過去のどの時期より人口が多くなっていた。人口調査の境界が1981年に変更されたため、現在の人口と直接比較できる数字ではない。
プロムナードに沿ってニューリンと結び、そこからライトレールとしてセント・ジャストまでを結ぶ路面電車の構想は、1898年に承認を得られずに終わった。その代わりにバスの運行が1903年10月31日から始まった。このバスはペンザンスとマラザイアンを結んでおり、グレート・ウェスタン鉄道による運行であった。この会社の最初のバス運行からわずか11週後のことであった。これは年末までに16,091人の乗客を輸送して成功であるとみなされ、翌春ランズ・エンドとセント・ジャストへの路線も開設された。こうした路線網が現在この地域にバス網を運行するファースト・デヴォン・アンド・コーンウォールに発展し、今でもペンザンス駅の脇をターミナルとしている。
乾ドックは1904年8月25日に、1840年以来ペンザンスで事業を行ってきた会社であるN.ホルマン・アンド・サンズに売却された。新しい工場が1930年代に建設され、施設はシリーへのフェリーやその他の商船、トリニティ・ハウス、イギリス海軍や王立海上予備軍などによって使用され続けた。1951年にファル川のキング・ハリー・フェリー向けの新しい船が古い上陸用舟艇の竜骨を利用して建造された。蒸気タグボートのプリムローズ (Primrose) は1963年に建造されている。
鉄道の駅を拡張するために、1930年代に134,000ポンドかけてアルバート埠頭の脇が埋め立てられた。1880年の駅舎は保存されたが、さらに生鮮品や観光客の輸送増加に備えて新しいプラットホームと側線が建設された。
1950年に新しい野外ステージがクイーンズホテルの向かいに建設された。そしてパビリオン劇場がそのそばに1911年に屋上庭園とカフェを備えて開設された。1904年7月1日にグレート・ウェスタン鉄道はコーニッシュ・リビエラ急行の運転を開始し、それまでの最速列車より所要時間を2時間短縮してロンドン・パディントン駅との間を7時間で結ぶようになって、ペンザンスへの旅行がさらに便利になった。2007年時点ではこの列車はパディントンを10時5分に出発して5時間5分を要している。鉄道会社は、駅で販売する絵葉書や毎年発行のガイドブックで観光の宣伝を行った。このガイドブックはザ・コーニッシュ・リビエラ (The Cornish Riviera) という本で、その中で作家のピーター・マイスはペンザンスのことを「コヴェント・ガーデン（ロンドンの中心街）の郊外ともいうべき地区で、大きな漁業の中心である。港ではいつも何かが行われている」と描いている。
1923年には新しい道路が港とプロムナードを結び、1933年にセント・アンソニー庭園が造られ、2年後その向かいにジュビリー水泳場が造られた。観光客はこれによりペンザンスからニューリンまでの海岸全域を楽しむことができるようになった。

## 交通
ロンドンとランズ・エンドを結ぶ幹線道路A30が主要道路で、ペンザンスの東およそ1マイルのところにあるChy-an-Morラウンドアバウトを通っている。A30はペンザンスの北側を迂回して、ランズ・エンドまで田舎道となる。ペンザンスからロンドンまでは約275マイル（444 km）であり、車で5時間ほどである。
ペンザンス駅はマーケット・ジュー通りの東端にあり港にも近い。イギリス本土の鉄道網では最南端に位置している。またコーニッシュ本線の西側終点駅でもある。マラザイアンまで海岸沿いを走り、セント・マイケルズ・マウントやマウンツ湾の良好な景色を楽しめる。大多数の列車はファースト・グレート・ウェスタンが運行しており、セント・エス駅、セント・アイブス駅、ヘイル駅、キャンボーン駅、ラドルード駅、トゥルーロ駅などへの各駅停車や、プリマス駅、エクセターセントデイビッド駅、ブリストル・テンプル・ミーズ駅、レディング駅、パディントン駅などへの直通列車などが運行されている。ナイト・リビエラは、ロンドンやレディングと結ぶ夜行の寝台列車である。列車の所要時間は、プリマスまで2時間以下、ブリストルまで約4時間、ロンドンまでは5時間30分以下である。
クロスカントリーは、ブリストル、バーミンガム・ニューストリート駅、マンチェスター経由グラスゴー・セントラル駅行き、およびブリストル、バーミンガム、リーズ駅、ヨーク駅、ニューカッスル中央駅、エディンバラ・ウェイバリー駅経由ダンディー行きの列車を少数のみ、朝に出発し夜に到着する形で運行している。所要時間はバーミンガムまで5時間30分弱、グラスゴーまではほぼ10時間である。
バスターミナルは駅に隣接しており、ここからナショナル・エクスプレスグループがロンドン・ヒースロー空港経由ロンドン・ヴィクトリア駅行きのバスが所要時間約9時間で運行している。ファースト・デヴォン・アンド・コーンウォールが運行するバスが、トゥルーロ、セント・アイブス、セント・ジャスト、セント・バーヤン、ランズ・エンドなどのコーンウォールの主要な集落およびデヴォンのプリマスなどを結んでいる。ウェスト・グレイハウンドのバスも北コーンウォール海岸のいくつかの場所へ少数の便を走らせている。

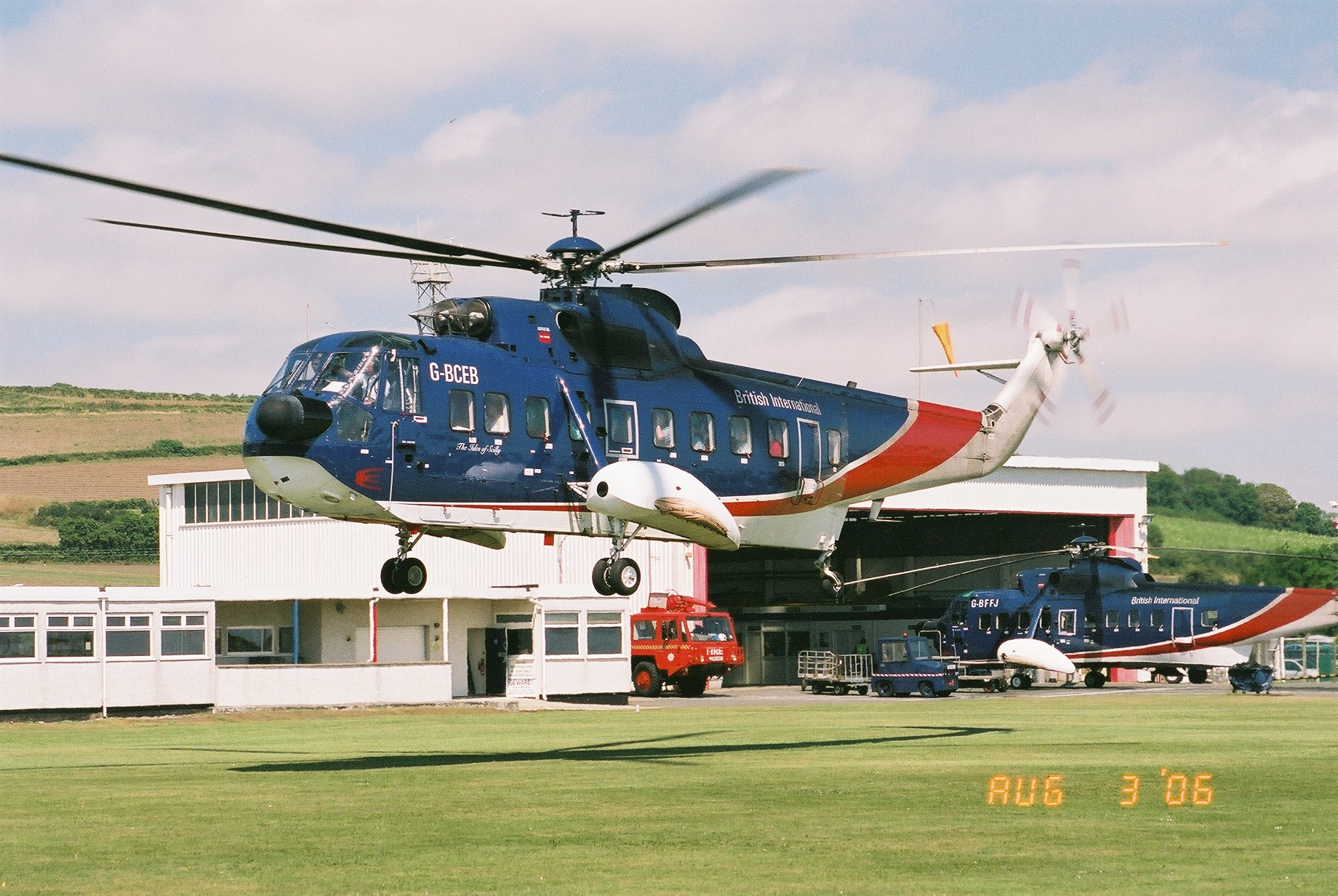
ペンザンスのヘリポートをシリー諸島へ向けて離陸するシコルスキー S-61「エコー・ブラボー」、2006年8月

ペンザンス港とシリー諸島を結ぶフェリー「シロニアンIII」が運航されており、旅客・貨物ともに輸送している。所要時間はおよそ2時間40分である。ブリティッシュ・インターナショナル・ヘリコプターズが運航するヘリコプターの便が、ペンザンスヘリポートとシリー諸島を結んでいる。所要時間は約20分である。またスカイバス・エアライン・サービスの運行するバスがランズ・エンド空港からシリー諸島まで約15分で飛ぶシリー諸島スカイバスに接続している。このバスは駅から出ているが、バスターミナルではなくタクシー乗り場の近くを発着する。12月にはこのヘリポートから、マウゼルやニューリンの上空を飛んでクリスマスの夜景を楽しむ短時間のクルーズフライトもある。イギリスに11しかないヘリポートの1つである。
41マイル (66 km) 離れたところにニューキー空港があり、ロンドン・ガトウィック空港、ロンドン・スタンステッド空港、ダブリン、コークなど多くの空港と結ばれている。

## 行政

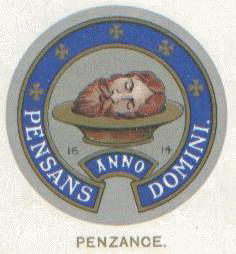
ペンザンス市政府の公印、1614年から1934年まで紋章の代わりとして用いられた、現在は市長の印章である

1934年まで、ペンザンス市 (Borough of Penzance) は都市部のみを指していたが、それ以降近隣の集落、ニューリン、マウゼル、ガルバル、ヒーモアを含むようになった。ペンザンスの行政区域は2004年に、2002年の法改正に基づいてさらに拡大され、かつてラッジバン行政区域の一部であったイースタン・グリーンが含まれることになった。
1974年にペンザンス市は廃止となって、まずペンザンスチャーター・トラスティーズに置き換えられ、1980年からはペンザンス議会 (town council) に置き換えられた。現在ペンザンスを含む地方自治体はコーンウォール・カウンシルとなっている。このカウンシルの選挙のために、ペンザンスの行政区域からはペンザンス・イースト、ペンザンス・セントラル、ペンザンス・プロムナード、ヒーモア・アンド・ガルバル・アンド・ニューリン・アンド・マウゼルの地区を代表する6人を選出している。
ペンザンスのタウン・カウンシルでは政党登録の制度はないので、議員はグループを構成せず理論的には個別に行動することになっているが、実際の2009年8月22日現在の政党構成としては、無所得10人、自由民主党8人、メビョン・カーノウ1人、欠員1である。
ペンザンスでは毎年5月にペンザンスタウン・カウンシルの議員の中から市長を選出する。市長にも所属政党はあるものの、その地位はおおむね儀礼的なものである。

## 経済

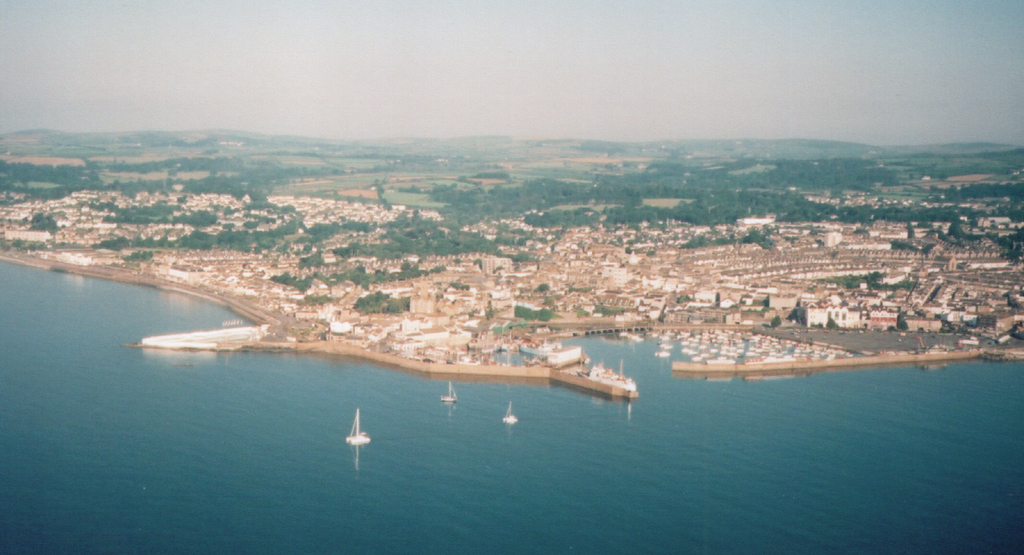
ペンザンス港とその周辺の空撮画像

ペンザンスの経済は、多くのコーンウォール地方の自治体同様に、伝統的な漁業、鉱業、農業などの産業衰退に苦しんでいる。現在ではペンザンス経済は、軽工業、観光、小売などの産業で構成されている。しかしこれも他の自治体同様に、家賃は比較的高く、賃金は安く、失業率は高いままとなっている。住宅価格は10年間で274パーセント上昇し、イギリスでもっとも高い上昇率であった。今はペンザンスの行政区域内であるニューリンの漁港は、いくらかの雇用元であるが、過去30年間にわたる漁業衰退に大きく影響を受けている。2004年の貧困統計では、ペンザンスでは3地区が失業率上位10パーセントとされ、ペンザンス・イースト（イングランドで125位）、ペンザンス・ウェスト（同200位）、ペンザンス・ウェスト（同712位）となっている。この行政区域の家庭のうち、18 - 31パーセントが貧困家庭とされている。またペンザンス・イースト地区はコーンウォールで最高の失業率であり、15.4パーセントとされている。

### 鉱業
ハンフリー・デービーによる鉱業発展への貢献の後、鉱夫協会はペンザンスで鉱山学教室を開いた。この地域の鉱業が複雑化していったことから、1890年にペンザンス工業科学学校が設立された。この学校は1910年まで鉱山学を教え、キャンボーンおよびラドルードの鉱業学校と合併してキャンボーンの金属鉱業学校となり、現在はキャンボーン鉱業学校となっている。この学校は現在はファルマスにあるコーンウォール連合大学トレマフキャンパスに移転している。1663年からペンザンスはコーンウォール公領の代表で地域のスズ鉱山からの税金収集を担当し、176年間この地位を保持していた。ウィリアム・プライスによる1788年の本Mineralogia Cornubiensisによれば、ペンザンスはリスカード、ロストウィジエイ、ヘルストンの町を合わせたよりも多くのスズを硬貨に鋳造していた。またペンザンスには、ウェリータウンと呼ばれる地域に隣接する町の沖に海底鉱山を持っていた。このウィール・ウェリー (Wheal Wherry) と呼ばれる鉱山は1778年から1798年までと、1836年から1840年まで採掘された。トーマス・カーティスという名の「57歳の貧しい鉱夫」によって開発され、深いところではとても豊かな鉱床を持っていたとされる。海岸とは木造の橋でつながっており、鉱石は手漕ぎボート運搬されていた。1798年にアメリカの船がニューリン近くで錨を切って橋に突っ込んできたことによって鉱山は大きな被害を受けた。その後、採掘の試みは利益を上げることができなかった。19世紀から1912年まで、ペンザンスにはコーンウォール最大のスズ精錬工場があり、ボリソ家によって運営されていた。この精錬工場はチャンダーにあった。この鉱業による富が集中していたため、ペンザンスは商業銀行の中心となった。ボリソ銀行（現在はバークレイズの一部）とペンザンス銀行が2大銀行であったが、後者は1896年に破綻した。

## 観光地

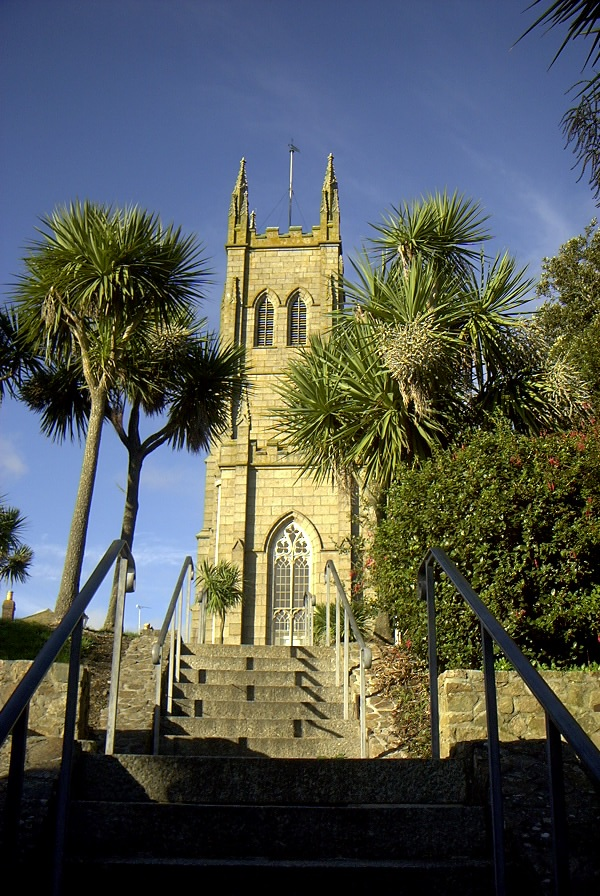
ペンザンスの教会

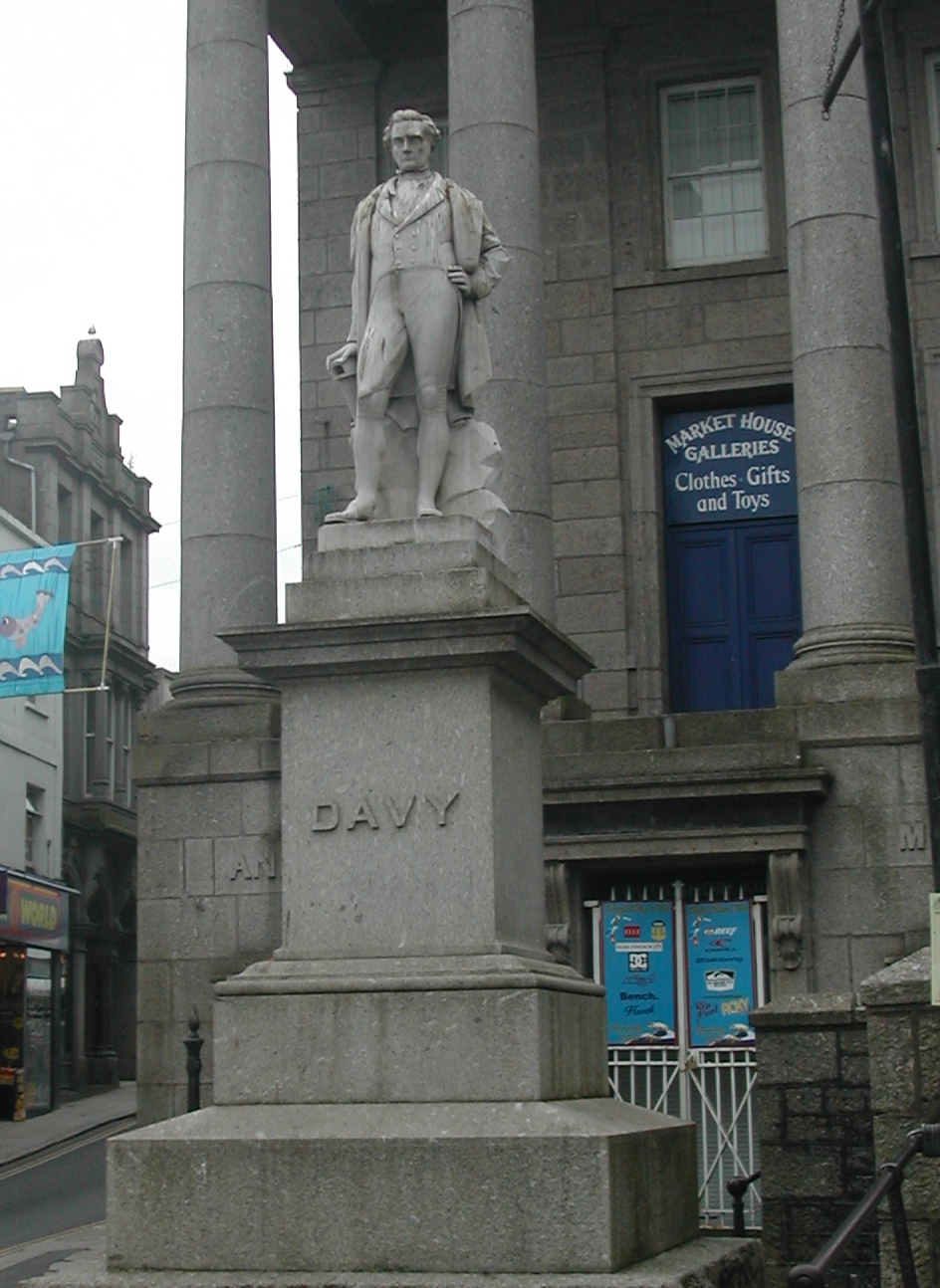
ハンフリー・デービーの像とペンザンスマーケットハウス

ペンザンス行政区域は広範囲がペンウィス地域計画で保存地区に分類されており、特別な計画法に従うことになっている。現在の保存地区は、ペンザンス市街中心のほとんどと、ニューリン、マウゼルの歴史的な港湾地区となっている。多くのジョージ朝時代の建物が現存している。しかしながら、市街中心部の大半の建物は多くの時代の混在であり、かつてのパール保険ビル（トレメンヒーア・ウェザースプーンズパブとなっている）のように20世紀の建物もある。詩人のジョン・ベチェマンは1963年に以下のように言っている。
ペンザンスはその魅力をだいぶ壊してしまった。狭い中心部でマーケットホールを取り囲んでいた古い家は取り壊され、パール保険ビルが代表的な例であるが、現代の三流商業建築により町はスラウのようになってしまった。
ペンザンスには、3つの大規模な公共住宅がある。ペナルバーン (Penalverne)、トリニーア (Treneere)（どちらも1930年代の建築）とアルバートンのプリンセス・ロイヤル (Princess Royal)（1950年代初期の建築）である。この地区のほとんどの家はペンウィス住宅協会が所有・管理している。亜熱帯のモラブ庭園には多くの木々が集められており、イギリスの他の地区では屋外で育てられないものばかりである。ペンザンスのジョージ朝期のテラスや家は町の一部の地区で一般的である。
ペンザンスのかつてのメインストリート、チャペル通りには、エジプティアン・ハウスやユニオンホテル（ジョージ朝期の劇場があるが使われていない）、ブランウェル・ハウス（有名なブロンテ姉妹の母とおばが一時期住んだ）など、多くの特徴のある建物がある。

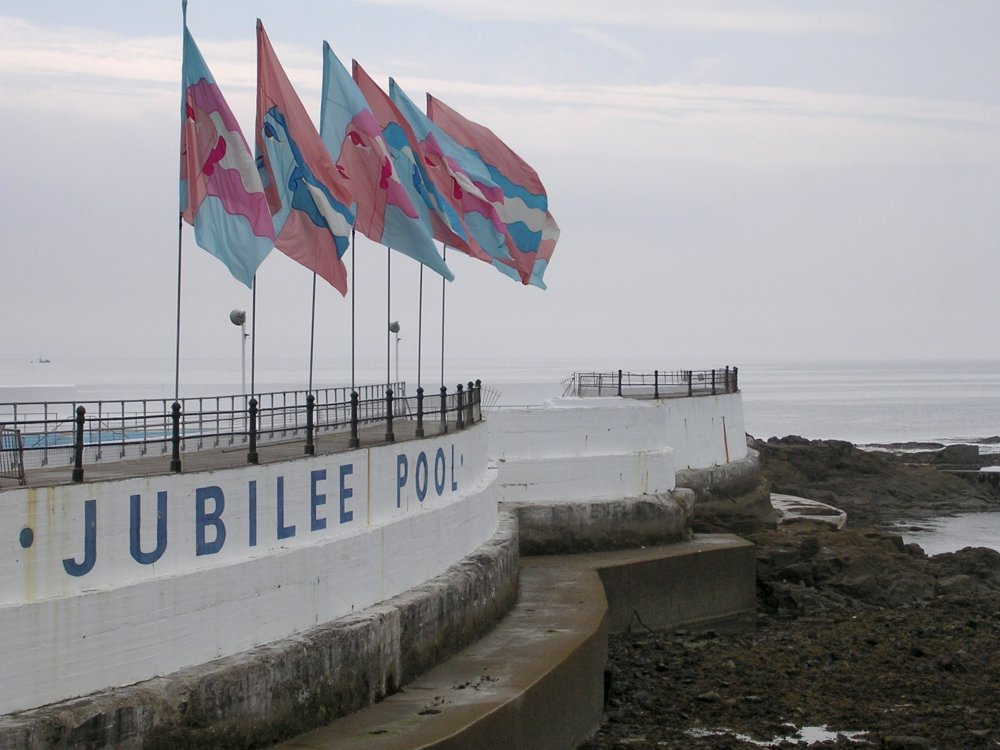
ジュビリープール

他に興味深いものとしては、海沿いのプロムナードや、露天の海水プールであるジュビリープール（イギリスでも最古級の現存するアール・デコ様式のプール）がある。これらは20世紀初頭のペンザンスの繁栄期におしゃれなシーサイドリゾートとして造られたものである。プールはペンザンス市の技師、F. ラサム (F. Latham) によって設計され、1935年のジョージ5世即位25周年の年（シルバージュビリー）に開業した。ペンザンスのプロムナードは、何回か部分的に嵐で破損している。近年の例としては、1962年3月7日にプロムナードの西側の広い範囲がひどく損傷した。ペンザンスの郊外には、マナー・ハウスのトリーブハウスがあり、現在は宿泊とイベント開催に用いられている。

## 地理
ペンザンス行政区域内にあるペンリー・クアリーは、地理的な学術研究重要地域に指定されている。

## 教育
ペンザンスには2つの公立普通科学校（コンプリヘンシブスクール、入学試験のない学校、マウンツ・ベイ・アカデミー Mount's Bay Academyとハンフリー・デービースクール Humphry Davy School）と、イングランド国教会による私立学校（ボリソスクール Bolitho School）がある。ボリソスクールは、それ以前にあったセント・クレア学校が財政破綻した後1990年代初頭に設立された。16歳以降の教育については、かつてのペンザンス女子グラマースクール、ハンフリー・デービーグラマースクールの第6学年を基に1981年に設立されたペンウィス・カレッジがある。ペンザンス行政区域には8つの小学校がある。この中には2006年にペンザンス小学校とレスキュジャック幼児学校から新しく設立されたペンザンス小学校もある。また行政区域内にはナンシールバーン (Nancealverne) という名前の特別教育学校もある。

## 文化

### 祭り
1991年以降、毎年6月にゴロワン祭が町で開かれている。1930年代以前は、ペンザンスは大きなメーデーのイベント開催地で、そこでは地元の子供たちがスズ製のラッパや笛を作り鳴らしていた。2008年5月4日に小規模ながらこの慣習の再現が行われた。聖人暦の聖体の祝日もペンザンスでは祝われている。聖人歴の祝いは長く続いている慣習であり、現在はより伝統的な形態を復元する試みが行われている。

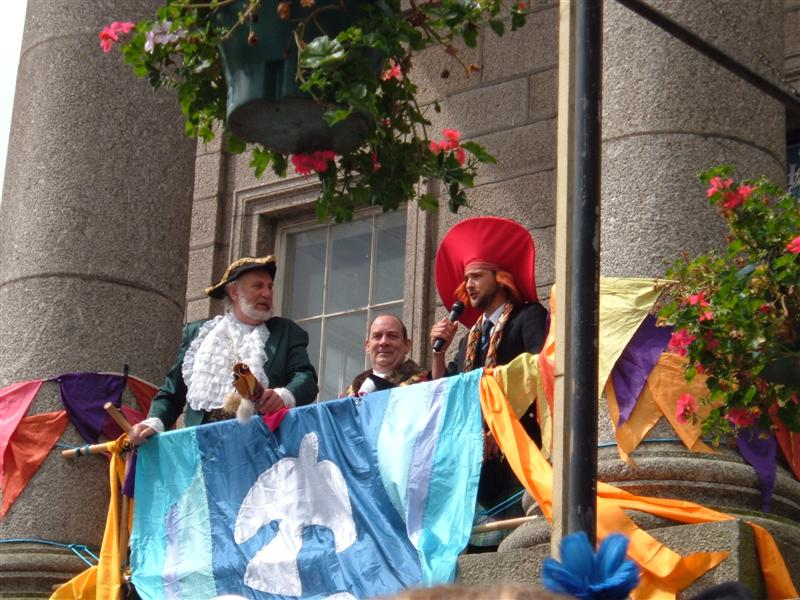
2005年のゴロワン祭でスピーチを行う市長とモックメイヤー（パロディの市長）

コーンウォールにおけるハロウィンであるアランタイドも人気がある。こうした習慣の多くは地元の古物収集家であるマーガレット・コートニーによって記録され、伝統的なコーンウォールの文化活動の歴史的な観点に影響を与えている。
2010年10月に初めての音楽と芸術の祭典、ペンザンス・プロムス (Penzance Proms) が開催された。
毎年12月には、コーンウォールのクリスマスの慣習を再現した芸術イベント、モントール祭が開催される。

### 音楽・劇場
ペンザンスは、ギルバート・アンド・サリバンによるコミックオペラ、ペンザンスの海賊に出てくる海賊の本拠地である。1879年に台本が書かれた当時、ペンザンスは平和なリゾートの町として人気があり、その町が海賊に襲われるというアイデアそのものが面白いものであった。
ペンザンスには、かつてのメソジスト教会の敷地にアコム・アーツ・センターがある。このセンターは劇場、映画、ダンスミュージック、キャバレーなどの複合施設で、公的資金が一部投じられている。サヴォイ (The Savoy) は、町の中にある映画館で、1912年にもともとはビクトリア・ホールという名前で開設された。ペンウィス映画協会という芸術映画の協会が提供する映画活動の舞台の1つである。通説では、イギリスにおいてもっとも古くから使い続けられている映画館である。第二次世界大戦前までは、少なくともさらに3館の映画館と2館の劇場があった。このうちパビリオン・シアターは娯楽用のアーケードになっている。

### 美術館
ペンザンスにはニューリン・アート・ギャラリーの2007年に開設された新しい施設、「ジ・エクスチェンジ」(The Exchange) がある。ペンザンスにはまた、ニューリン派のメンバーによる絵画のコレクションで有名な美術館・博物館であるペンリー・ハウスがある。

### 宗教
他のコーンウォール地方の町と同様、メソジストが主流のキリスト教宗派である。1980年代以前は、ペンザンスには6つのメソジストの教会があったが、チャペル・ストリートとハイ・ストリートの2つに減少している。周辺の村のほとんどにもメソジストの教会があり、ニューリンには教会兼コミュニティ施設としてよく利用される多目的の「ザ・センター」(The Centre) を運営しているトリニティ・メソジストもニューリンにある。ペンザンスにはまた、救世軍の拠点、ローマカトリックの教会、英国国教会の2つの教区教会（かつては3つあった）、キリスト・アデルフィアン派の会合ホール、2つの福音主義教会、自然崇拝、バプテスト教会、仏教の瞑想団体などがある。
セント・メアリーズ教会は1832年から1835年にかけて建設され、現在は閉鎖されたセント・ポールズ教会は1843年に、そしてセント・ジョンズ教会は1881年に建設された。ペンザンスはかつてはマドロンの教区であり、セント・メアリーズ教区は1871年に、そしてセント・ポールズ教区は1869年に設立された。2つの中世以来の教会は、イギリス宗教改革以前から存在していたことが知られている。

### スポーツ
ペンザンスは、コーンウォールでもっとも成功したラグビーチーム、コーニッシュ・パイレーツ（ペンザンス・アンド・ニューリンRFC）の本拠地である。2005年にイングランドのラグビートップリーグであるプレミアシップに入るための試みとしてトゥルーロに移転し、コーニッシュ・パイレーツと改称した。2006年にキャンボーンラグビークラブのホームグラウンドに再移転し、2010年にペンザンスのメンネイ・フィールドに戻ってきた。2010年から2011年にかけてのシーズンでは、イングランドラグビーのトップリーグへの昇格を掛けたプレーオフで、ウスター・ウォリアーズに敗れた。またペンザンスには、もともとはプロのコーニッシュ・パイレーツでプレイできない選手のために1999年に設立されたマウンツ・ベイRFCの本拠地でもあった。このチームは8シーズンで7回昇格をしイングランドラグビーの3部リーグまで到達したが、2009年に財務上の理由で解散した。パイレーツ・アマチュアズRFCは、コーンウォール・リーグ・ワンにおいて最初のシーズンは2位で、トリビュート・コーンウォール/デヴォンの2011年 -2012年シーズンに昇格した。またこのチームはコーンウォール・クラブスカップでも優勝している。
サッカーのペンザンス A.F.C.は、カールスバーグサウス・ウェスト・ペニンシュラリーグプレミア・ディビジョンでプレイしており、ゲイリー・マークス (Gary Marks) チーフコーチ、ウェイン・クインキャプテンで運営されている。その2軍チームは、ジョリーズコーンウォール・コンビネーションリーグでプレイしており、アラン・スペンサー＝スミスにより運営されている。ペンザンスはコーンウォールカンティサッカー協会の原構成クラブの1つでもあった。
かつてのイングランド、サリーのクリケット選手、ジャック・リチャーズはペンザンス出身であった。彼は8回テストマッチでプレイし、1986年のオーストラリアとの対戦、ジ・アッシズのときはイングランドのウィケットキーパーを務めた。彼はクリケットをハンフリー・デービーグラマースクールおよびペンザンスクリケットクラブで習得した。クリケットクラブは1829年に設立され、23回優勝したコーンウォールで最も成功したクラブである。このクラブは現在コーンウォールクリケットリーグの2部リーグでプレイしている。
マウンツ・ベイ・ハイアーズは2005年に設立されたトライアスロンとランニングのクラブで、ヒーモアのマウンツ・ベイスクールを本拠地としている。このクラブの選手はコーンウォールの多くのロードレースやトライアスロンに参加するだけでなく、その他の地方のレースにも出場している。
ミニ・トランサット6.50大西洋横断ヨットレースは、1977年の開始から1983年の第4回競争までの間、ペンザンスから出発していた。

### メディア
地元の新聞、ザ・コーニッシュマンは1週間に1回発行される。テレビ局のITVおよびBBCラジオコーンウォールは、町に小さなニューススタジオを持っている。地元のコミュニティラジオ局、ペンウィスラジオはこの町に本拠を置いており、現在はオンライン放送であるが、2014年にFM放送を開始する。独立地方局のパイレートFMは、ペンザンスにおいてFMの102.8メガヘルツで受信できる。

### 伝承
マラザイアンからペンザンスにかけての一帯が主に湿地帯であった頃、人々はある白人女性のためにイースタン・グリーンを通るのを避ける傾向にあった。この女性は馬に飛び乗ってきて、チャンダーのレッドリバーのところまで同乗してきたという。彼女の正体やこうした怪奇現象の理由はよくわかっていない。チャペル・ストリートのウィリアム・リチャーズが彼女を見かけた最後の人物であるとされている。

## 著名な出身者

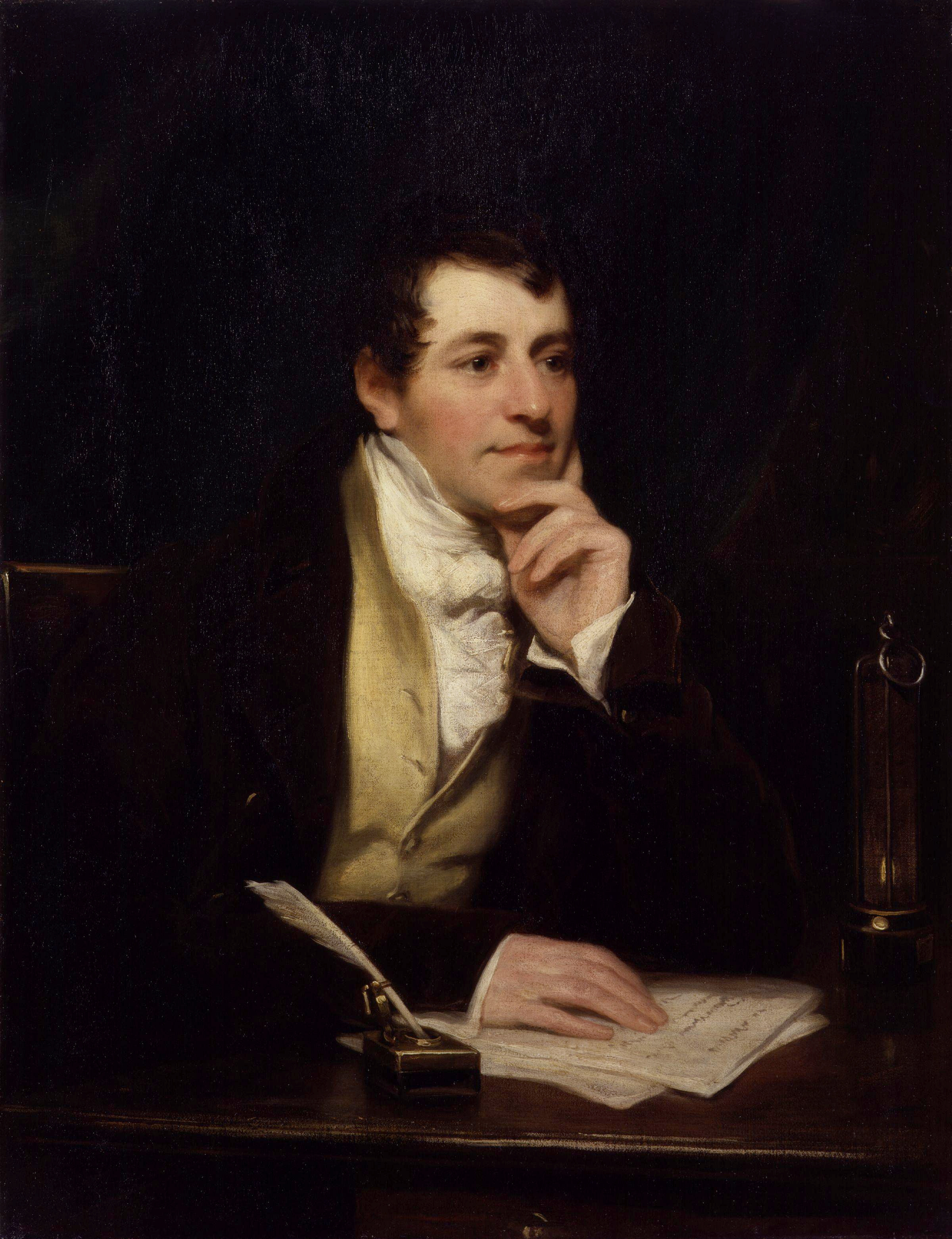
著名な科学者、ハンフリー・デービー

ペンザンスは多くの有名人の出身地で、たとえば女優のタンディ・ニュートン、モデルのジーン・シュリンプトン、クリケット選手のジック・リチャーズなどが挙げられる。ほぼ間違いなくペンザンスで最も有名な人物と言えば、ハンフリー・デービーである。また有名な小説家ブロンテ姉妹のシャーロット・ブロンテ、エミリー・ブロンテ、アン・ブロンテの母親、マリア・ブランウェルの出身地である。

### ハンフリー・デービー
ペンザンスは有名な化学者、ハンフリー・デービーの出身地である。デービーは王立協会の会長を務め、電気分解を発明し、ナトリウムを単離した最初の人物であり、笑気を発見し、マイケル・ファラデーとともにダイヤモンドが純粋な炭素からなっていることを証明した。また鉱夫用の安全ランプ、デービーランプの発明者である。彼の生家の近く、マーケット・ジュー通りの上にデービーの像がある。ペンザンスにある中学校の1つにも名づけられている。ペンザンスで科学機材の製作を行っていたロバート・ダンキンはデービーに科学の基礎を教えた人物であった。

## 姉妹都市
ペンザンスの姉妹都市は以下のとおりである。
- フランスブルターニュ地域圏コンカルノー
- オーストラリアビクトリア州ベンディゴ
- アメリカ合衆国カリフォルニア州ネバダシティ

1967年から1974年までと2009年4月1日以降は、ドイツのクックスハーフェンとも姉妹都市である。1974年から2009年までの間は、姉妹都市盟約は今はなくなったペンウィス地区と結ばれていた。